# 埃伯拉肯
埃博拉肯（拉丁語：Eboracum；英語：Eboracum）是羅馬行省不列顛尼亞的一座堡壘，它隨後發展為不列顛尼亞北部的最大城市，在羅馬帝國覆滅後最終演變成了約克市。這是君士坦丁大帝被羅馬軍隊擁立為西部皇帝（四帝共治制時期）的地方。
有兩位羅馬皇帝病逝於此，公元221年的塞提米烏斯·塞維魯斯和306年的君士坦提烏斯一世。

## 詞源
埃伯拉肯第一次被記載可以追溯至公元95至104年，在如今諾森伯蘭郡出土的文書中以屬格的形式提及了它（Eburaci）。在羅馬時期，埃伯拉肯有兩種寫法：Eboracum 和 Eburacum。
Eboracum 來自古布立吞語單詞 Eburākon，意思是“紫杉樹之地”。ebura 在布立吞-蓋爾語中意為“紫杉”（古愛爾蘭語 ibar，愛爾蘭語iúr，蘇格蘭蓋爾語 iubhar，布立吞語 evor 都表達了這個意思），同時-ākon作為詞綴，意思是“有”（如威爾士語-og，蓋爾語-ach）。

## 歷史
羅馬人對英國的征服始於公元43年，但直到70年代初才超越坎伯 。這是因為該地區的人們被羅馬人稱為Brigantes，是羅馬的僕從國。當不列顛的領導層發生變化，對羅馬變得更加敵對時，羅馬將軍昆圖斯·賽利阿利斯（Quintus Petillius Cerialis）率領第九軍團從林肯向北橫過坎伯對其進行軍事佔領。公元71年，賽利阿利斯和第九軍團在烏茲河與福斯河交界處的平坦地面上建造了一座軍事要塞，這便是埃伯拉肯。同年，賽利阿利斯被任命為不列顛總督。
當時，一支滿編的軍團約有5500名士兵，這為當地人提供了新的貿易機會，他們毫無疑問地湧向埃伯拉肯來進行貿易。結果，永久的平民定居點在要塞附近，特別是在其東南側迅速增長。平民也定居在烏茲河的對面、沿從埃伯拉肯到西南的主要道路旁修築房屋。到2世紀後期，城市規模增長迅速。人们鋪設了街道，修築了公共建築，並在河上陡峭的山坡上建立起了私人房屋。

### 君士坦丁
305年，羅馬帝国西部奧古斯都（主皇帝）君士坦提烏斯一世渡海進入不列顛尼亞行省，前往該島的最北端，對皮克特人發動了軍事遠征，並於306年1月7日取得勝利，獲得稱號「不列顛尼克征服者二世」。君士坦提烏斯退到埃伯拉肯（約克）過冬後，原計畫繼續征戰，但於306年7月25日駕崩。臨終前，君士坦提烏斯向軍隊推薦他的兒子作為繼承人；因此，君士坦丁在約克被軍隊擁立為西部的奧古斯都。

## 引用書目
- Allason-Jones, Lindsay. . York: Yorkshire Museum. 1996. ISBN 9780905807171.
- Baines, Edward (编). . Leeds: Leeds Mercury Office. 1823  [15 January 2018] –archive.org.
- Collingwood, R.G. (编). . Oxford: Claredon Press. 1965.
- Drake, Francis. . 1736. LCCN 03016196.
- Groom, N. . Longman. 1981. ISBN 9780582764767.
- Hall, Richard.  1st. B.T.Batsford Ltd（英语：B.T.Batsford Ltd）. 1996 [1996]. ISBN 0-7134-7720-2.
- Hartley, Elizabeth. . The Yorkshire Museum. 1985. ISBN 0-905807-02-2.
- Nègre, Ernest. . Librairie Droz. 1990. ISBN 9782600028837 （法语）.
- Ottaway, Patrick. . Pickering: Blackthorn Press. 2013. ISBN 9781906259334.

## 外部連結
- The Romans in West Yorkshire
- Roman collections in the Yorkshire Museum
- York Minster Undercroft
- Roman Bath Museum（页面存档备份，存于）